# Rémy Rochas
Rémy Rochas (ur. 18 maja 1996 w La Motte-Servolex) – francuski kolarz szosowy.

## Osiągnięcia
Opracowano na podstawie:
2013
- 1. miejsce w klasyfikacji górskiej Tour du Valromey

2016
- 1. miejsce na 2. etapie Ronde de l’Isard

2021
- 15. miejsce w Vuelta a España

2022
- 2. miejsce w Giro del Veneto

## Rankingi
| Rok             | 2015 | 2016  | 2017  | 2018  | 2019  | 2020 | 2021 | 2022 | 2023 |
| --------------- | ---- | ----- | ----- | ----- | ----- | ---- | ---- | ---- | ---- |
| World Ranking   |      | 1926. | 2368. | 961.  | 1493. | 453. | 293. | 354. | 249. |
| UCI Europe Tour | 872. | 1280. | 1525. | 1208. | 1000. | 371. | 247. | 284. | -    |
| UCI Asia Tour   | -    | -     | -     | 168.  |       |      |      |      |      |
|                 |      |       |       |       |       |      |      |      |      |
| Źródło: UCI     |      |       |       |       |       |      |      |      |      |